# Akim
《Akim》（Akim）是義大利冒險漫畫系列的一個角色，由Roberto Renzi撰寫劇本、Augusto Pedrazza負責繪畫。
為泰山衍生漫畫系列，由Edizioni Tomasina出版社1950年至1967年期間發行也成功授權到德國、希臘（另重新命名為「Tarzan（泰山）」）和法國出版，而在Renzi和Pedrazza為了想出下一個系列故事，決定將這系列故事最後舞台設定為義大利。 該系列之後於1976年再版，由義大利出版社Altamira（現為Sergio Bonelli Editore）和Quadrifoglio發行，直到1983年正式完結。

## 來源
1. 1 2 3 4  Gianni Bono. . Epierre, 2003. : 33–40.
2. 1 2 3  Graziano Origa. . Ed. Ottaviano, 1977. : 13.